# Pedrosa de Duero
Pedrosa de Duero és un municipi de la província de Burgos a la comunitat autònoma de Castella i Lleó. Forma part de la comarca de Ribera del Duero. Es troba entre Roa i Aranda de Duero.

## Demografia
| 1991 | 1996 | 2001 | 2004 |
| ---- | ---- | ---- | ---- |
| 648  | 607  | 522  | 501  |